# خوان کارلوس فرانکو
خوان کارلوس فرانکو (انگلیسی: Juan Carlos Franco؛ زادهٔ ۱۷ آوریل ۱۹۷۳) یک بازیکن فوتبال اهل پاراگوئه است.
وی همچنین در تیم ملی فوتبال پاراگوئه بازی کرده‌است.